# علي عبد المجيد
علي عبد المجيد (ولد في 4 أغسطس 1989 في المنامة، البحرين) لاعب كرة قدم بحريني سابق وحاليا مدرب كرة قدم. يتولى حاليا منصب مدرب نادي الشباب الذي ينافس في الدوري البحريني الممتاز منذ 2023.